# Danh vọng phù hoa
Danh vọng phù hoa là một bộ phim truyền hình được thiện bởi Sóng Vàng do Trương Dũng làm đạo diễn. Phim phát sóng vào lúc 20h00 từ thứ 2 đến thứ 7 hàng tuần bắt đầu từ ngày 6 tháng 7 năm 2016 và kết thúc vào ngày 19 tháng 8 năm 2016 trên kênh THVL1.

## Nội dung
Hai mươi năm trước, bà Trúc Lam (mẹ ruột của Út Mây) ngoại tình với ông bầu Quang Tuấn rồi bỏ người chồng đang sống cùng. Sau đó, ông Quang Tuấn làm hại ông vô danh (chồng của bà Trúc Lam) khiến ông bị mù hai mắt, còn đứa con nhỏ thì lưu lạc. Ông Bá trong lúc say xỉn đã lỡ tay trùm mền làm ngạt chết con mình, để tránh tội lỗi của mình gây ra nên ông đã nhận đứa nhỏ đó là con mình và đặt tên là Út Mây. Được lớn lên trong tình yêu thương của bà nội và anh trai, Út Mây cảm thấy tủi thân khi cha không yêu thương mình mà còn nhẫn tâm đánh đập, đối xử rất tệ bạc.
Trong một lần lên thành phố và được ông Quang Tuấn nhận ra khả năng ca hát. Út Mây thay tên là Rosie Minh Châu và trở thành một ca sĩ nổi tiếng. Việc ông Quang Tuấn bỏ Ái Ly để lăng xê Út Mây trở thành ca sĩ nổi tiếng đã làm cho Ái Ly nhiều lần trả thù Út Mây và ông Quang Tuấn.
Để tránh bị phát hiện những việc xấu của mình, ông Quang Tuấn đã giết hại bà nội của Út Mây, Thúy Hòa, ông Bá và Bé Ba.
Cuối phim, ông Quang Tuấn mất mạng và những tài sản của ông bị xung vào công quỹ. Bà Trúc Lam qua đời do bệnh nặng, ông Tường (ông vô danh) được chữa lành đôi mắt, còn Ái Ly trở thành người thực vật.

## Diễn viên
- Vân Trang trong vai Út Mây[3]
- Khương Thịnh trong vai Quang Tuấn / Sáu Khanh
- Nam Thư trong vai Ái Ly[4]
- Huy Cường trong vai Ông Bá
- Quang Tuấn trong vai Hai Bình
- Tuyết Thu trong vai Trúc Lam / Thùy Dung
- Thanh Hiền trong vai Trầm
- Minh Hạnh trong vai Bà Năm
- Bảo Trí trong vai Ông Vô Danh / Minh Tường
- Mỹ Dung trong vai Bà Tám Thể
- Ngọc Mai trong vai Thúy Hòa
- Chế Hoàng Lan trong vai Bé Ba

Cùng một số diễn viên khác....

## Tỉ lệ người xem
Trong bảng dưới, hạng bên dưới được lấy từ phần trăm người xem tại Khu vực Thành phố Hồ Chí Minh, các con số màu xanh đại diện cho chỉ số xếp hạng thấp nhất và con số màu đỏ đại diện chỉ số xếp hạng cao nhất.
| Tập | Ngày phát sóng | Thị phần | Xếp hạng |
| --- | -------------- | -------- | -------- |
| 1   | 6/7/2016       | 11,96%   | hạng 3   |
| 2   | 7/7/2016       | 11,79%   | hạng 3   |
| 3   | 8/7/2016       | 11,15%   | hạng 3   |
| 4   | 9/7/2016       | 10,05%   | hạng 4   |
| 5   | 11/7/2016      | 11,81%   | hạng 3   |
| 6   | 12/7/2016      | 11,41%   | hạng 4   |
| 7   | 13/7/2016      | 10,90%   | hạng 3   |
| 8   | 14/7/2016      | 11,84%   | hạng 3   |
| 9   | 15/7/2016      | 9,97%    | hạng 3   |
| 10  | 16/7/2016      | 9,19%    | hạng 5   |
| 11  | 18/7/2016      | 14,95%   | hạng 3   |
| 12  | 19/7/2016      | 11,86%   | hạng 4   |
| 13  | 20/7/2016      | 12,47%   | hạng 3   |
| 14  | 21/7/2016      | 13,97%   | hạng 3   |
| 15  | 22/7/2016      | 14,72%   | hạng 2   |
| 16  | 23/6/2016      | 10,32%   | hạng 6   |
| 17  | 25/7/2016      | 15,43%   | hạng 2   |
| 18  | 26/7/2016      | 12,83%   | hạng 4   |
| 19  | 27/7/2016      | 15,87%   | hạng 3   |
| 20  | 28/7/2016      | 14,76%   | hạng 2   |
| 21  | 29/7/2016      | 13,09%   | hạng 3   |
| 22  | 30/7/2016      | 14,35%   | hạng 4   |
| 23  | 1/8/2016       | 14,17%   | hạng 3   |
| 24  | 2/8/2016       | 15,54%   | hạng 3   |
| 25  | 3/8/2016       | 10,71%   | hạng 3   |
| 26  | 4/8/2016       | 12,82%   | hạng 3   |
| 27  | 5/8/2016       | 13,72%   | hạng 3   |
| 28  | 6/8/2016       | 14,18%   | hạng 2   |
| 29  | 8/8/2016       | 10,46%   | hạng 3   |
| 30  | 9/8/2016       | 14,63%   | hạng 4   |
| 31  | 10/8/2016      | 13,43%   | hạng 3   |
| 32  | 11/8/2016      | 14,37%   | hạng 3   |
| 33  | 12/8/2016      | 13,01%   | hạng 3   |
| 34  | 13/8/2016      | 10,84%   | hạng 5   |
| 35  | 15/8/2016      | 15,39%   | hạng 3   |
| 36  | 16/8/2016      | 16,80%   | hạng 2   |
| 37  | 17/8/2016      | 17,34%   | hạng 2   |
| 38  | 18/8/2016      | 18,54%   | hạng 2   |
| 39  | 19/8/2016      | 16,57%   | hạng 2   |